# بارووق

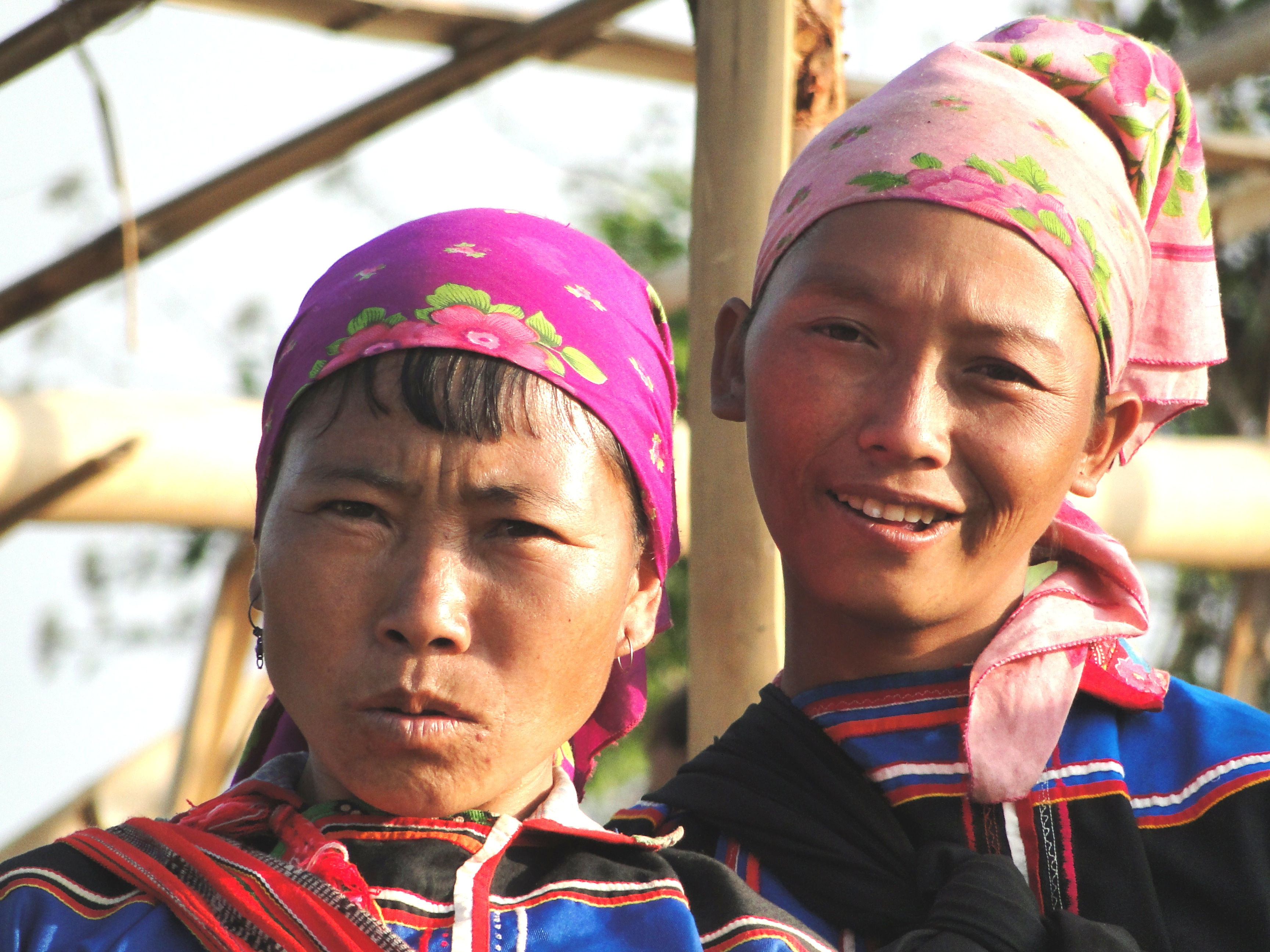

البَارَوُوق أو البَارَوُق أو الفَا أو الوَازُو هي إحدى الأقليات العرقية في جنوب شرق آسيا تنتشر في شمال ميانمار، بالتحديد في ولايتي  ولاية شان وكاشين، وكذلك في مقاطعة يونان الصينية.